# عبد الله سلوم عبد الله
عبد الله سلوم عبد الله (ولد 1956 م) سياسي وبرلماني سوري. رشَّح نفسه لرئاسة الجمهورية العربية السورية عام 2021.

## سيرته
ولد عبد الله سلوم عبد الله عام 1956، في قزل بمحافظة حلب. حاصل على إجازة في الحقوق من جامعة دمشق.
كان أمينًا لفرع ريف دمشق لحزب الوحدويين الاشتراكيين، وعضوًا في المكتب السياسي فيه. وعضوًا في مجلس الشعب السوري للدور التشريعي بين 2003 و2007، ثم بين 2012 و2016.
شغل منصب وزير دولة لشؤون مجلس الشعب من يوليو (تموز) 2016 إلى أغسطس (آب) 2020. وزير دولة من 10 أغسطس (آب) 2021 إلى 23 سبتمبر (أيلول) 2024، في حكومة حسين عرنوس الثانية. ورشَّح نفسه لرئاسة الجمهورية العربية السوية في 19 أبريل (نيسان) 2021.